# Przejście graniczne Zgorzelec-Görlitz (Most Staromiejski)
Przejście graniczne Zgorzelec-Görlitz (Most Staromiejski) – istniejące w latach 2002–2007 polsko-niemieckie przejście graniczne małego ruchu granicznego, położone w województwie dolnośląskim, w powiecie zgorzeleckim, w miejscowości Zgorzelec.

## Opis
Przejście graniczne Zgorzelec-Görlitz (Most Staromiejski) zostało utworzone 13 marca 2002 i czynne było całą dobę. Dopuszczone było przekraczanie granicy dla ruchu pieszego i rowerowego (bez silników). Obie miejscowości łączył Most Staromiejski na rzece Nysie Łużyckiej. Odprawę graniczną i celną wykonywały organy Straży Granicznej Doraźnie kontrolę graniczną i ceną osób, towarów oraz środków transportu wykonywała kolejno: Graniczna Placówka Kontrolna Straży Granicznej w Zgorzelcu, Placówka Straży Granicznej w Zgorzelcu. 
21 grudnia 2007 na mocy układu z Schengen przejście graniczne zostało zlikwidowane.